# Шушуња
Шушуња је насељено мјесто у општини Зета у Црној Гори. Према попису из 2023. било је 264 становника.

## Демографија
У насељу Шушуња живи 190 пунолетних становника, а просечна старост становништва износи 34,4 година (34,0 код мушкараца и 34,7 код жена). У насељу има 65 домаћинстава, а просечан број чланова по домаћинству је 4,32.
Ово насеље је углавном насељено Црногорцима (према попису из 2003. године), а у последња три пописа, примећен је пораст у броју становника.
|  |

| Демографија | Демографија | Демографија |
| Година      | Становника  | Становника  |
| ----------- | ----------- | ----------- |
|             |             |             |
|             |             |             |
|             |             |             |
|             |             |             |
| 1948.       | 124         |             |
| 1953.       | 136         |             |
| 1961.       | 178         |             |
| 1971.       | 210         |             |
| 1981.       | 210         |             |
| 1991.       | 230         | 226         |
| 2003.       | 286         | 281         |
|             |             |             |

| Етнички састав према попису из 2003.‍ | Етнички састав према попису из 2003.‍ | Етнички састав према попису из 2003.‍ | Етнички састав према попису из 2003.‍ | Етнички састав према попису из 2003.‍ |
| ------------------------------------ | ------------------------------------ | ------------------------------------ | ------------------------------------ | ------------------------------------ |
|                                      |                                      |                                      |                                      |                                      |
| Црногорци                            | Црногорци                            |                                      | 240                                  | 85,40%                               |
| Срби                                 | Срби                                 |                                      | 37                                   | 13,16%                               |
| Хрвати                               | Хрвати                               |                                      | 2                                    | 0,71%                                |
| непознато                            | непознато                            |                                      | 0                                    | 0,0%                                 |

| Година пописа     | 1948. | 1953. | 1961. | 1971. | 1981. | 1991. | 2003. |
| ----------------- | ----- | ----- | ----- | ----- | ----- | ----- | ----- |
| Број домаћинстава | 22    | 23    | 33    | 42    | 46    | 50    | 65    |

| Број чланова      | 1  | 2 | 3 | 4 | 5 | 6  | 7  | 8 | 9 | 10 и више | Просек |
| ----------------- | -- | - | - | - | - | -- | -- | - | - | --------- | ------ |
| Број домаћинстава | 65 | 9 | 8 | 5 | 7 | 16 | 13 | 3 | 3 | 0         | 1      |

| Пол    | Укупно | Неожењен/Неудата | Ожењен/Удата | Удовац/Удовица | Разведен/Разведена | Непознато |
| ------ | ------ | ---------------- | ------------ | -------------- | ------------------ | --------- |
| Мушки  | 96     | 23               | 64           | 5              | 4                  | 0         |
| Женски | 110    | 26               | 64           | 17             | 3                  | 0         |
| УКУПНО | 206    | 49               | 128          | 22             | 7                  | 0         |

| Пол    | Укупно                    | Пољопривреда, лов и шумарство | Рибарство                            | Вађење руде и камена | Прерађивачка индустрија       |
| ------ | ------------------------- | ----------------------------- | ------------------------------------ | -------------------- | ----------------------------- |
| Мушки  | 49                        | 12                            | 0                                    | 0                    | 2                             |
| Женски | 17                        | 3                             | 0                                    | 0                    | 0                             |
| УКУПНО | 66                        | 15                            | 0                                    | 0                    | 2                             |
| Пол    | Производња и снабдевање   | Грађевинарство                | Трговина                             | Хотели и ресторани   | Саобраћај, складиштење и везе |
| Мушки  | 2                         | 1                             | 7                                    | 0                    | 9                             |
| Женски | 0                         | 0                             | 2                                    | 0                    | 2                             |
| УКУПНО | 2                         | 1                             | 9                                    | 0                    | 11                            |
| Пол    | Финансијско посредовање   | Некретнине                    | Државна управа и одбрана             | Образовање           | Здравствени и социјални рад   |
| Мушки  | 0                         | 1                             | 7                                    | 0                    | 1                             |
| Женски | 0                         | 0                             | 1                                    | 0                    | 2                             |
| УКУПНО | 0                         | 1                             | 8                                    | 0                    | 3                             |
| Пол    | Остале услужне активности | Приватна домаћинства          | Екстериторијалне организације и тела | Непознато            | Непознато                     |
| Мушки  | 2                         | 0                             | 0                                    | 5                    | 5                             |
| Женски | 3                         | 0                             | 0                                    | 4                    | 4                             |
| УКУПНО | 5                         | 0                             | 0                                    | 9                    | 9                             |